# Kommunalwahlen in Italien 1952
Die Kommunalwahlen in Italien 1952 fanden am 25.–26. Mai statt. In Bozen und Gorizia fanden sie am 14. Dezember statt.

## 1. Semester – Wahlergebnisse der Provinzhauptstädte

### Aosta
| Listen                      | Listen                                  | Stimmen | %    | Mandate |
| --------------------------- | --------------------------------------- | ------- | ---- | ------- |
|                             | Partito Comunista Italiano              | 6.268   | 47,4 | 24      |
| Partito Socialista Italiano | 468                                     | 3,5     | 2    |         |
| ↳ Gesamt                    | 6.736                                   | 50,9    | 26   |         |
|                             | Democrazia Cristiana                    | 3.490   | 26,4 | 7       |
| Union Valdôtaine            | 1.332                                   | 10,1    | 3    |         |
| ↳ Gesamt                    | 4.822                                   | 36,5    | 10   |         |
|                             | Movimento Sociale Italiano              | 769     | 5,8  | 2       |
|                             | Partito Socialista Democratico Italiano | 595     | 4,5  | 1       |
|                             | Partito Liberale Italiano               | 300     | 2,3  | 1       |
| Gesamt                      | Gesamt                                  | 13.222  | 100  | 40      |
|                             |                                         |         |      |         |
| Ungültige Stimmen           | Ungültige Stimmen                       | 890     | 6,3  |         |
| Wähler                      | Wähler                                  | 14.112  | 90,4 |         |
| Wahlberechtigte             | Wahlberechtigte                         | 15.615  |      |         |

### Ferrara
| Listen                        | Listen                                  | Stimmen | %    | Mandate |
| ----------------------------- | --------------------------------------- | ------- | ---- | ------- |
|                               | Partito Comunista Italiano              | 35.849  | 42,2 | 24      |
| Partito Socialista Italiano   | 12.055                                  | 14,2    | 8    |         |
| Unabhängige                   | 1.340                                   | 1,6     | 1    |         |
| ↳ Gesamt                      | 49.244                                  | 58,0    | 33   |         |
|                               | Democrazia Cristiana                    | 21.083  | 24,8 | 10      |
| Partito Liberale Italiano     | 6.608                                   | 7,8     | 3    |         |
| Partito Repubblicano Italiano | 1.485                                   | 1,7     | 1    |         |
| ↳ Gesamt                      | 29.176                                  | 34,4    | 14   |         |
|                               | Partito Socialista Democratico Italiano | 6.447   | 7,6  | 3       |
| Gesamt                        | Gesamt                                  | 84.867  | 100  | 50      |
|                               |                                         |         |      |         |
| Ungültige Stimmen             | Ungültige Stimmen                       | 3.264   | 3,7  |         |
| Wähler                        | Wähler                                  | 88.131  | 93,5 |         |
| Wahlberechtigte               | Wahlberechtigte                         | 94.209  |      |         |

### Perugia
| Listen                        | Listen                                  | Stimmen | %    | Mandate |
| ----------------------------- | --------------------------------------- | ------- | ---- | ------- |
|                               | Partito Comunista Italiano              | 19.398  | 33,8 | 17      |
| Partito Socialista Italiano   | 9.873                                   | 17,2    | 9    |         |
| Unabhängige                   | 221                                     | 0,4     | –    |         |
| ↳ Gesamt                      | 29.492                                  | 51,4    | 26   |         |
|                               | Democrazia Cristiana                    | 13.815  | 24,1 | 7       |
| Partito Repubblicano Italiano | 1.265                                   | 2,2     | 1    |         |
| Partito Liberale Italiano     | 799                                     | 1,4     | –    |         |
| Unabhängige                   | 677                                     | 1,2     | –    |         |
| ↳ Gesamt                      | 16.556                                  | 28,8    | 8    |         |
|                               | Movimento Sociale Italiano              | 6.664   | 11,6 | 3       |
| Partito Nazionale Monarchico  | 1.081                                   | 1,9     | 1    |         |
| ↳ Gesamt                      | 7.745                                   | 13,5    | 4    |         |
|                               | Partito Socialista Democratico Italiano | 2.904   | 5,1  | 2       |
|                               | Unabhängige                             | 707     | 1,2  | –       |
| Gesamt                        | Gesamt                                  | 57.404  | 100  | 40      |
|                               |                                         |         |      |         |
| Ungültige Stimmen             | Ungültige Stimmen                       | 1.870   | 3,2  |         |
| Wähler                        | Wähler                                  | 59.274  | 90,9 |         |
| Wahlberechtigte               | Wahlberechtigte                         | 65.188  |      |         |

### Terni
| Listen                      | Listen                       | Stimmen | %    | Mandate |
| --------------------------- | ---------------------------- | ------- | ---- | ------- |
|                             | Partito Comunista Italiano   | 19.977  | 40,9 | 17      |
| Partito Socialista Italiano | 11.357                       | 23,3    | 9    |         |
| ↳ Gesamt                    | 31.334                       | 64,2    | 26   |         |
|                             | Democrazia Cristiana         | 14.371  | 29,4 | 11      |
|                             | Partito Nazionale Monarchico | 3.139   | 6,4  | 3       |
| Gesamt                      | Gesamt                       | 48.844  | 100  | 40      |
|                             |                              |         |      |         |
| Ungültige Stimmen           | Ungültige Stimmen            | 2.538   | 4,9  |         |
| Wähler                      | Wähler                       | 51.382  | 89,2 |         |
| Wahlberechtigte             | Wahlberechtigte              | 57.614  |      |         |

### Frosinone
| Listen            | Listen                     | Stimmen | %    | Mandate |
| ----------------- | -------------------------- | ------- | ---- | ------- |
|                   | Democrazia Cristiana       | 7.176   | 59,5 | 26      |
|                   | PCI – PSI                  | 3.181   | 26,4 | 9       |
|                   | Movimento Sociale Italiano | 1.710   | 14,2 | 5       |
| Gesamt            | Gesamt                     | 12.067  | 100  | 40      |
|                   |                            |         |      |         |
| Ungültige Stimmen | Ungültige Stimmen          | 499     | 4,0  |         |
| Wähler            | Wähler                     | 12.566  | 86,1 |         |
| Wahlberechtigte   | Wahlberechtigte            | 14.602  |      |         |

### Rieti
| Listen                     | Listen                      | Stimmen | %    | Mandate |
| -------------------------- | --------------------------- | ------- | ---- | ------- |
|                            | Partito Socialista Italiano | 5.826   | 31,8 | 16      |
| Partito Comunista Italiano | 3.125                       | 17,1    | 8    |         |
| Unabhängige                | 814                         | 4,4     | 2    |         |
| ↳ Gesamt                   | 9.765                       | 53,4    | 26   |         |
|                            | Democrazia Cristiana        | 4.774   | 26,1 | 8       |
| PSDI – PRI – PLI           | 1.152                       | 6,3     | 2    |         |
| ↳ Gesamt                   | 5.926                       | 32,4    | 10   |         |
|                            | Movimento Sociale Italiano  | 2.611   | 14,3 | 4       |
| Gesamt                     | Gesamt                      | 18.302  | 100  | 40      |
|                            |                             |         |      |         |
| Ungültige Stimmen          | Ungültige Stimmen           | 735     | 3,9  |         |
| Wähler                     | Wähler                      | 19.037  | 89,3 |         |
| Wahlberechtigte            | Wahlberechtigte             | 21.327  |      |         |

### Rom
| Listen                                  | Listen                                                   | Stimmen   | %    | Mandate |
| --------------------------------------- | -------------------------------------------------------- | --------- | ---- | ------- |
|                                         | Democrazia Cristiana                                     | 285.036   | 31,1 | 39      |
| Partito Liberale Italiano               | 39.379                                                   | 4,3       | 6    |         |
| Partito Socialista Democratico Italiano | 29.895                                                   | 3,3       | 4    |         |
| Partito Repubblicano Italiano           | 20.688                                                   | 2,3       | 3    |         |
| Unabhängige (Fronte Economico)          | 8.654                                                    | 0,9       | 1    |         |
| ↳ Gesamt                                | 383.652                                                  | 41,9      | 53   |         |
|                                         | PCI – PSI (Lista Campidoglio)                            | 306.803   | 33,5 | 16      |
| Unabhängige (Faro)                      | 5.624                                                    | 0,6       | –    |         |
| ↳ Gesamt                                | 312.427                                                  | 34,1      | 16   |         |
|                                         | Movimento Sociale Italiano                               | 142.825   | 15,6 | 8       |
| Partito Nazionale Monarchico            | 53.842                                                   | 5,9       | 3    |         |
| Unabhängige (Unione Romana)             | 3.396                                                    | 0,4       | –    |         |
| Unabhängige (Democrazia Nazionale)      | 3.348                                                    | 0,4       | –    |         |
| Movimento Popolare Monarchico           | 3.341                                                    | 0,4       | –    |         |
| ↳ Gesamt                                | 206.752                                                  | 22,6      | 11   |         |
|                                         | Fronte dell’Uomo Qualunque – Fronte Nazionale Monarchico | 5.629     | 0,6  | –       |
|                                         | Unione Socialista Indipendente                           | 5.073     | 0,6  | –       |
|                                         | Laburisti Socialdemocratici                              | 1.618     | 0,2  | –       |
|                                         | Unabhängige (Gruppo Lavoratori Indipendenti)             | 865       | 0,1  | –       |
| Gesamt                                  | Gesamt                                                   | 916.016   | 100  | 80      |
|                                         |                                                          |           |      |         |
| Ungültige Stimmen                       | Ungültige Stimmen                                        | 25.390    | 2,7  |         |
| Wähler                                  | Wähler                                                   | 941.406   | 85,3 |         |
| Wahlberechtigte                         | Wahlberechtigte                                          | 1.103.850 |      |         |

### Campobasso
| Listen                     | Listen                                                   | Stimmen | %    | Mandate |
| -------------------------- | -------------------------------------------------------- | ------- | ---- | ------- |
|                            | Democrazia Cristiana                                     | 4.818   | 34,0 | 19      |
| PRI – PLI – UQ             | 1.861                                                    | 13,1    | 7    |         |
| ↳ Gesamt                   | 6.679                                                    | 47,2    | 26   |         |
|                            | Partito Nazionale Monarchico                             | 2.270   | 16,0 | 4       |
| Movimento Sociale Italiano | 1.978                                                    | 14,0    | 4    |         |
| ↳ Gesamt                   | 4.248                                                    | 30,0    | 8    |         |
|                            | Partito Comunista Italiano – Partito Socialista Italiano | 3.235   | 22,8 | 6       |
| Gesamt                     | Gesamt                                                   | 14.162  | 100  | 40      |
|                            |                                                          |         |      |         |
| Ungültige Stimmen          | Ungültige Stimmen                                        | 709     | 4,8  |         |
| Wähler                     | Wähler                                                   | 14.871  | 85,6 |         |
| Wahlberechtigte            | Wahlberechtigte                                          | 17.375  |      |         |

### Avellino
| Listen                                  | Listen                       | Stimmen | %    | Mandate |
| --------------------------------------- | ---------------------------- | ------- | ---- | ------- |
|                                         | Partito Nazionale Monarchico | 4.998   | 27,3 | 22      |
| Movimento Sociale Italiano              | 961                          | 5,2     | 4    |         |
| ↳ Gesamt                                | 5.959                        | 32,5    | 26   |         |
|                                         | Democrazia Cristiana         | 4.184   | 22,9 | 4       |
| Partito Repubblicano Italiano           | 472                          | 2,6     | 1    |         |
| ↳ Gesamt                                | 4.656                        | 25,4    | 5    |         |
|                                         | Partito Comunista Italiano   | 3.416   | 18,7 | 4       |
| Partito Socialista Italiano             | 678                          | 3,7     | 1    |         |
| Unabhängige                             | 466                          | 2,5     | –    |         |
| ↳ Gesamt                                | 4.560                        | 24,9    | 5    |         |
|                                         | Partito Liberale Italiano    | 1.442   | 7,9  | 2       |
| Partito Socialista Democratico Italiano | 1.194                        | 6,5     | 1    |         |
| Commercianti                            | 467                          | 2,6     | 1    |         |
| ↳ Gesamt                                | 3.103                        | 16,9    | 4    |         |
|                                         | Fronte dell’Uomo Qualunque   | 31      | 0,2  | –       |
| Gesamt                                  | Gesamt                       | 18.309  | 100  | 40      |
|                                         |                              |         |      |         |
| Ungültige Stimmen                       | Ungültige Stimmen            | 624     | 3,3  |         |
| Wähler                                  | Wähler                       | 18.933  | 88,9 |         |
| Wahlberechtigte                         | Wahlberechtigte              | 21.308  |      |         |

### Benevento
| Listen                     | Listen                       | Stimmen | %    | Mandate |
| -------------------------- | ---------------------------- | ------- | ---- | ------- |
|                            | Partito Nazionale Monarchico | 6.564   | 28,8 | 19      |
| Movimento Sociale Italiano | 2.324                        | 10,2    | 7    |         |
| ↳ Gesamt                   | 8.888                        | 39,0    | 26   |         |
|                            | Democrazia Cristiana         | 5.034   | 22,1 | 5       |
|                            | Partito Liberale Italiano    | 3.543   | 15,6 | 4       |
| PSDI – PRI                 | 1.411                        | 6,2     | 1    |         |
| ↳ Gesamt                   | 4.954                        | 21,8    | 5    |         |
|                            | PCI – PSI                    | 3.891   | 17,1 | 4       |
| Gesamt                     | Gesamt                       | 22.767  | 100  | 40      |
|                            |                              |         |      |         |
| Ungültige Stimmen          | Ungültige Stimmen            | 1.238   | 5,2  |         |
| Wähler                     | Wähler                       | 24.005  | 83,4 |         |
| Wahlberechtigte            | Wahlberechtigte              | 28.795  |      |         |

### Caserta
| Listen                                  | Listen                       | Stimmen | %    | Mandate |
| --------------------------------------- | ---------------------------- | ------- | ---- | ------- |
|                                         | Unabhängige                  | 4.973   | 21,4 | 16      |
| Partito Liberale Italiano               | 2.310                        | 9,9     | 8    |         |
| Partito Socialista Democratico Italiano | 554                          | 2,4     | 2    |         |
| ↳ Gesamt                                | 7.837                        | 33,7    | 26   |         |
|                                         | Partito Nazionale Monarchico | 3.862   | 16,6 | 4       |
| Movimento Sociale Italiano              | 2.511                        | 10,8    | 2    |         |
| ↳ Gesamt                                | 6.373                        | 27,4    | 6    |         |
|                                         | Democrazia Cristiana         | 3.963   | 17,1 | 3       |
| Unabhängige                             | 2.081                        | 9,0     | 2    |         |
| ↳ Gesamt                                | 6.044                        | 26,0    | 5    |         |
|                                         | Partito Comunista Italiano   | 2.378   | 10,2 | 2       |
| Partito Socialista Italiano             | 490                          | 2,1     | 1    |         |
| Unabhängige                             | 107                          | 0,5     | –    |         |
| ↳ Gesamt                                | 2.975                        | 12,8    | 3    |         |
| Gesamt                                  | Gesamt                       | 23.229  | 100  | 40      |
|                                         |                              |         |      |         |
| Ungültige Stimmen                       | Ungültige Stimmen            | 946     | 3,9  |         |
| Wähler                                  | Wähler                       | 24.175  | 87,2 |         |
| Wahlberechtigte                         | Wahlberechtigte              | 27.726  |      |         |

### Neapel
| Listen                                  | Listen                       | Stimmen | %    | Mandate |
| --------------------------------------- | ---------------------------- | ------- | ---- | ------- |
|                                         | Partito Nazionale Monarchico | 147.814 | 29,5 | 38      |
| Movimento Sociale Italiano              | 59.117                       | 11,8    | 15   |         |
| Unabhängige                             | 971                          | 0,2     | –    |         |
| ↳ Gesamt                                | 207.902                      | 41,5    | 53   |         |
|                                         | Democrazia Cristiana         | 119.679 | 23,9 | 11      |
| Partito Liberale Italiano               | 20.531                       | 4,1     | 2    |         |
| Partito Socialista Democratico Italiano | 7.648                        | 1,5     | 1    |         |
| Unabhängige                             | 6.453                        | 1,3     | 1    |         |
| Partito Repubblicano Italiano           | 1.983                        | 0,4     | –    |         |
| Fronte dell’Uomo Qualunque              | 1.957                        | 0,4     | –    |         |
| ↳ Gesamt                                | 158.251                      | 31,6    | 15   |         |
|                                         | Partito Comunista Italiano   | 107.916 | 21,5 | 9       |
| Partito Socialista Italiano             | 15.075                       | 3,0     | 2    |         |
| Unabhängige                             | 12.282                       | 2,4     | 1    |         |
| ↳ Gesamt                                | 135.273                      | 27,0    | 12   |         |
| Gesamt                                  | Gesamt                       | 501.426 | 100  | 80      |
|                                         |                              |         |      |         |
| Ungültige Stimmen                       | Ungültige Stimmen            | 20.192  | 3,9  |         |
| Wähler                                  | Wähler                       | 521.618 | 84,3 |         |
| Wahlberechtigte                         | Wahlberechtigte              | 618.637 |      |         |

### Salerno
| Listen                     | Listen                                  | Stimmen | %    | Mandate |
| -------------------------- | --------------------------------------- | ------- | ---- | ------- |
|                            | Partito Nazionale Monarchico            | 11.437  | 24,7 | 18      |
| Movimento Sociale Italiano | 4.682                                   | 10,1    | 8    |         |
| ↳ Gesamt                   | 16.119                                  | 34,8    | 26   |         |
|                            | Democrazia Cristiana                    | 12.862  | 27,8 | 6       |
| Partito Liberale Italiano  | 2.098                                   | 4,5     | 1    |         |
| ↳ Gesamt                   | 14.960                                  | 32,3    | 7    |         |
|                            | Partito Socialista Italiano             | 9.968   | 21,5 | 4       |
| Partito Comunista Italiano | 3.896                                   | 8,4     | 2    |         |
| ↳ Gesamt                   | 13.864                                  | 29,9    | 6    |         |
|                            | Partito Socialista Democratico Italiano | 1.380   | 3,0  | 1       |
| Gesamt                     | Gesamt                                  | 46.323  | 100  | 40      |
|                            |                                         |         |      |         |
| Ungültige Stimmen          | Ungültige Stimmen                       | 1.082   | 2,3  |         |
| Wähler                     | Wähler                                  | 47.405  | 85,6 |         |
| Wahlberechtigte            | Wahlberechtigte                         | 55.382  |      |         |

### Bari
| Listen                                  | Listen                                                   | Stimmen | %    | Mandate |
| --------------------------------------- | -------------------------------------------------------- | ------- | ---- | ------- |
|                                         | Partito Nazionale Monarchico                             | 28.755  | 22,8 | 25      |
| Movimento Sociale Italiano              | 16.600                                                   | 13,2    | 15   |         |
| ↳ Gesamt                                | 45.355                                                   | 36,0    | 40   |         |
|                                         | Partito Comunista Italiano                               | 25.564  | 20,3 | 6       |
| Partito Socialista Italiano             | 14.212                                                   | 11,3    | 4    |         |
| Unabhängige                             | 1.193                                                    | 0,9     | –    |         |
| ↳ Gesamt                                | 40.969                                                   | 32,5    | 10   |         |
|                                         | Democrazia Cristiana                                     | 29.591  | 23,5 | 8       |
| Partito Liberale Italiano               | 3.186                                                    | 2,5     | 1    |         |
| Partito Socialista Democratico Italiano | 3.148                                                    | 2,5     | 1    |         |
| Partito Repubblicano Italiano           | 1.315                                                    | 1,0     | –    |         |
| Unabhängige                             | 695                                                      | 0,6     | –    |         |
| ↳ Gesamt                                | 37.935                                                   | 30,1    | 10   |         |
|                                         | Fronte dell’Uomo Qualunque – Fronte Nazionale Monarchico | 1.283   | 1,0  | –       |
|                                         | Movimento Lavoratori Indipendenti                        | 409     | 0,3  | –       |
| Gesamt                                  | Gesamt                                                   | 125.951 | 100  | 60      |
|                                         |                                                          |         |      |         |
| Ungültige Stimmen                       | Ungültige Stimmen                                        | 3.472   | 2,7  |         |
| Wähler                                  | Wähler                                                   | 129.423 | 85,9 |         |
| Wahlberechtigte                         | Wahlberechtigte                                          | 150.653 |      |         |

### Foggia
| Listen                     | Listen                                  | Stimmen | %    | Mandate |
| -------------------------- | --------------------------------------- | ------- | ---- | ------- |
|                            | Partito Nazionale Monarchico            | 10.218  | 24,8 | 18      |
| Movimento Sociale Italiano | 3.934                                   | 9,5     | 7    |         |
| Fronte dell’Uomo Qualunque | 356                                     | 0,9     | 1    |         |
| ↳ Gesamt                   | 14.508                                  | 35,2    | 26   |         |
|                            | Democrazia Cristiana                    | 10.862  | 26,3 | 6       |
| Partito Liberale Italiano  | 360                                     | 0,9     | –    |         |
| ↳ Gesamt                   | 11.222                                  | 27,2    | 6    |         |
|                            | PCI – PSI                               | 14.038  | 34,0 | 8       |
|                            | Partito Socialista Democratico Italiano | 617     | 1,5  | –       |
|                            | IV Internazionale                       | 546     | 1,3  | –       |
|                            | Fronte Nazionale Monarchico             | 323     | 0,8  | –       |
| Gesamt                     | Gesamt                                  | 41.254  | 100  | 40      |
|                            |                                         |         |      |         |
| Ungültige Stimmen          | Ungültige Stimmen                       | 1.989   | 4,6  |         |
| Wähler                     | Wähler                                  | 43.243  | 85,4 |         |
| Wahlberechtigte            | Wahlberechtigte                         | 50.654  |      |         |

### Matera
| Listen                       | Listen                                  | Stimmen | %    | Mandate |
| ---------------------------- | --------------------------------------- | ------- | ---- | ------- |
|                              | Democrazia Cristiana                    | 5.038   | 32,8 | 17      |
| Partito Nazionale Monarchico | 1.642                                   | 10,7    | 6    |         |
| Partito Liberale Italiano    | 887                                     | 5,8     | 3    |         |
| ↳ Gesamt                     | 7.567                                   | 49,2    | 26   |         |
|                              | Partito Comunista Italiano              | 5.678   | 36,9 | 10      |
| Partito Socialista Italiano  | 581                                     | 3,8     | 1    |         |
| Unabhängige                  | 169                                     | 1,1     | –    |         |
| ↳ Gesamt                     | 6.428                                   | 41,8    | 11   |         |
|                              | Movimento Sociale Italiano              | 987     | 6,4  | 2       |
|                              | Partito Socialista Democratico Italiano | 386     | 2,5  | 1       |
| Gesamt                       | Gesamt                                  | 15.368  | 100  | 40      |
|                              |                                         |         |      |         |
| Ungültige Stimmen            | Ungültige Stimmen                       | 478     | 3,0  |         |
| Wähler                       | Wähler                                  | 15.846  | 94,6 |         |
| Wahlberechtigte              | Wahlberechtigte                         | 16.752  |      |         |

### Potenza
| Listen                                  | Listen                       | Stimmen | %    | Mandate |
| --------------------------------------- | ---------------------------- | ------- | ---- | ------- |
|                                         | Democrazia Cristiana         | 4.996   | 31,6 | 19      |
| Partito Socialista Democratico Italiano | 1.223                        | 7,7     | 5    |         |
| Partito Liberale Italiano               | 235                          | 1,5     | 1    |         |
| Partito Repubblicano Italiano           | 221                          | 1,4     | 1    |         |
| ↳ Gesamt                                | 6.675                        | 42,2    | 26   |         |
|                                         | Partito Comunista Italiano   | 2.879   | 18,2 | 5       |
| Partito Socialista Italiano             | 1.367                        | 8,7     | 2    |         |
| Unabhängige                             | 130                          | 0,8     | –    |         |
| ↳ Gesamt                                | 4.376                        | 27,7    | 7    |         |
|                                         | Partito Nazionale Monarchico | 2.542   | 16,1 | 4       |
|                                         | Movimento Sociale Italiano   | 1.794   | 11,4 | 3       |
|                                         | Monarchici                   | 413     | 2,6  | –       |
| Gesamt                                  | Gesamt                       | 15.800  | 100  | 40      |
|                                         |                              |         |      |         |
| Ungültige Stimmen                       | Ungültige Stimmen            | 595     | 3,6  |         |
| Wähler                                  | Wähler                       | 16.395  | 86,9 |         |
| Wahlberechtigte                         | Wahlberechtigte              | 18.861  |      |         |

### Catanzaro
| Listen                                  | Listen                                  | Stimmen | %    | Mandate |
| --------------------------------------- | --------------------------------------- | ------- | ---- | ------- |
|                                         | Democrazia Cristiana                    | 7.959   | 30,1 | 17      |
| Partito Socialista Democratico Italiano | 2.369                                   | 9,0     | 5    |         |
| Partito Repubblicano Italiano           | 1.227                                   | 4,6     | 2    |         |
| Partito Liberale Italiano               | 898                                     | 3,4     | 2    |         |
| ↳ Gesamt                                | 12.453                                  | 47,1    | 26   |         |
|                                         | PCI – PSI                               | 6.283   | 23,8 | 6       |
|                                         | Movimento Sociale Italiano              | 3.739   | 14,1 | 4       |
| Partito Nazionale Monarchico            | 2.614                                   | 9,9     | 3    |         |
| Unabhängige                             | 377                                     | 1,4     | –    |         |
| ↳ Gesamt                                | 6.730                                   | 25,4    | 7    |         |
|                                         | Partito Socialista Democratico Italiano | 980     | 3,7  | 1       |
| Gesamt                                  | Gesamt                                  | 26.446  | 100  | 40      |
|                                         |                                         |         |      |         |
| Ungültige Stimmen                       | Ungültige Stimmen                       | 1.421   | 5,1  |         |
| Wähler                                  | Wähler                                  | 27.867  | 79,6 |         |
| Wahlberechtigte                         | Wahlberechtigte                         | 35.022  |      |         |

### Cosenza
| Listen                       | Listen                     | Stimmen | %    | Mandate |
| ---------------------------- | -------------------------- | ------- | ---- | ------- |
|                              | Democrazia Cristiana       | 11.423  | 42,9 | 24      |
| Partito Liberale Italiano    | 898                        | 3,4     | 2    |         |
| ↳ Gesamt                     | 12.321                     | 46,3    | 26   |         |
|                              | Partito Comunista Italiano | 4.750   | 17,8 | 5       |
| Partito Socialista Italiano  | 2.538                      | 9,5     | 2    |         |
| Unabhängige                  | 687                        | 2,6     | 1    |         |
| ↳ Gesamt                     | 7.975                      | 30,0    | 8    |         |
|                              | Movimento Sociale Italiano | 3.739   | 14,0 | 3       |
| Partito Nazionale Monarchico | 1.610                      | 6,0     | 2    |         |
| ↳ Gesamt                     | 5.349                      | 20,1    | 5    |         |
|                              | PSDI – PRI                 | 980     | 3,7  | 1       |
| Gesamt                       | Gesamt                     | 26.625  | 100  | 40      |
|                              |                            |         |      |         |
| Ungültige Stimmen            | Ungültige Stimmen          | 1.399   | 5,0  |         |
| Wähler                       | Wähler                     | 28.024  | 84,2 |         |
| Wahlberechtigte              | Wahlberechtigte            | 33.298  |      |         |

### Reggio Calabria
| Listen                                  | Listen                       | Stimmen | %    | Mandate |
| --------------------------------------- | ---------------------------- | ------- | ---- | ------- |
|                                         | Democrazia Cristiana         | 22.202  | 33,1 | 25      |
| Partito Liberale Italiano               | 3.587                        | 5,3     | 4    |         |
| Partito Socialista Democratico Italiano | 2.700                        | 4,0     | 3    |         |
| Partito Repubblicano Italiano           | 1.052                        | 1,6     | 1    |         |
| ↳ Gesamt                                | 29.541                       | 44,0    | 33   |         |
|                                         | Partito Comunista Italiano   | 12.419  | 18,5 | 6       |
| Partito Socialista Italiano             | 9.163                        | 13,6    | 4    |         |
| Unabhängige                             | 648                          | 1,0     | –    |         |
| ↳ Gesamt                                | 22.230                       | 33,1    | 10   |         |
|                                         | Partito Nazionale Monarchico | 8.380   | 12,5 | 4       |
| Movimento Sociale Italiano              | 6.745                        | 10,0    | 3    |         |
| Democrazia Nazionale                    | 252                          | 0,4     | –    |         |
| ↳ Gesamt                                | 15.377                       | 22,9    | 7    |         |
| Gesamt                                  | Gesamt                       | 67.148  | 100  | 50      |
|                                         |                              |         |      |         |
| Ungültige Stimmen                       | Ungültige Stimmen            | 2.738   | 3,9  |         |
| Wähler                                  | Wähler                       | 69.886  | 83,1 |         |
| Wahlberechtigte                         | Wahlberechtigte              | 84.067  |      |         |

### Agrigent
| Listen            | Listen                                  | Stimmen | %    | Mandate |
| ----------------- | --------------------------------------- | ------- | ---- | ------- |
|                   | Democrazia Cristiana                    | 9.181   | 48,3 | 20      |
|                   | Blocco del Popolo (PCI – PSI)           | 4.071   | 21,4 | 9       |
|                   | Movimento Sociale Italiano              | 3.984   | 21,0 | 8       |
|                   | Partito Nazionale Monarchico            | 1.385   | 7,3  | 3       |
|                   | Partito Socialista Democratico Italiano | 369     | 1,9  | –       |
| Gesamt            | Gesamt                                  | 18.990  | 100  | 40      |
|                   |                                         |         |      |         |
| Ungültige Stimmen | Ungültige Stimmen                       | 716     | 3,6  |         |
| Wähler            | Wähler                                  | 19.706  | 81,8 |         |
| Wahlberechtigte   | Wahlberechtigte                         | 24.076  |      |         |

### Caltanissetta
| Listen            | Listen                                  | Stimmen | %    | Mandate |
| ----------------- | --------------------------------------- | ------- | ---- | ------- |
|                   | Democrazia Cristiana                    | 9.501   | 35,1 | 15      |
|                   | Blocco del Popolo (PCI – PSI)           | 8.522   | 31,4 | 13      |
|                   | Movimento Sociale Italiano              | 8.086   | 29,8 | 12      |
|                   | Partito Socialista Democratico Italiano | 406     | 1,5  | –       |
|                   | Partito Repubblicano Italiano           | 351     | 1,3  | –       |
|                   | Unabhängige                             | 239     | 0,9  | –       |
| Gesamt            | Gesamt                                  | 27.105  | 100  | 40      |
|                   |                                         |         |      |         |
| Ungültige Stimmen | Ungültige Stimmen                       | 463     | 1,7  |         |
| Wähler            | Wähler                                  | 27.568  | 81,6 |         |
| Wahlberechtigte   | Wahlberechtigte                         | 33.764  |      |         |

### Catania
| Listen            | Listen                                  | Stimmen | %    | Mandate |
| ----------------- | --------------------------------------- | ------- | ---- | ------- |
|                   | Democrazia Cristiana                    | 43.364  | 31,1 | 20      |
|                   | Blocco del Popolo (PCI – PSI)           | 34.033  | 24,4 | 15      |
|                   | Partito Nazionale Monarchico            | 26.413  | 18,9 | 12      |
|                   | Movimento Sociale Italiano              | 25.549  | 18,3 | 11      |
|                   | Partito Socialista Democratico Italiano | 3.818   | 2,7  | 1       |
|                   | Lokale Liste                            | 3.313   | 2,4  | 1       |
|                   | Unabhängige                             | 1.523   | 1,1  | –       |
|                   | Movimento Lavoratori Indipendenti       | 1.020   | 0,7  | –       |
|                   | Partito Social Comunista Siciliano      | 401     | 0,3  | –       |
| Gesamt            | Gesamt                                  | 139.434 | 100  | 60      |
|                   |                                         |         |      |         |
| Ungültige Stimmen | Ungültige Stimmen                       | 1.898   | 1,3  |         |
| Wähler            | Wähler                                  | 141.332 | 78,0 |         |
| Wahlberechtigte   | Wahlberechtigte                         | 181.219 |      |         |

### Enna
| Listen            | Listen                                  | Stimmen | %    | Mandate |
| ----------------- | --------------------------------------- | ------- | ---- | ------- |
|                   | Blocco del Popolo (PCI – PSI)           | 3.138   | 23,7 | 10      |
|                   | Democrazia Cristiana                    | 2.371   | 17,9 | 8       |
|                   | Partito Repubblicano Italiano           | 2.360   | 17,8 | 7       |
|                   | Movimento Sociale Italiano              | 2.286   | 17,2 | 7       |
|                   | Partito Nazionale Monarchico            | 1.792   | 13,5 | 6       |
|                   | Partito Socialista Democratico Italiano | 537     | 4,0  | 1       |
|                   | Unabhängige                             | 520     | 3,9  | 1       |
|                   | Movimento Lavoratori Indipendenti       | 261     | 2,0  | –       |
| Gesamt            | Gesamt                                  | 13.265  | 100  | 40      |
|                   |                                         |         |      |         |
| Ungültige Stimmen | Ungültige Stimmen                       | 233     | 1,7  |         |
| Wähler            | Wähler                                  | 13.498  | 80,6 |         |
| Wahlberechtigte   | Wahlberechtigte                         | 16.737  |      |         |

### Messina
| Listen            | Listen                                  | Stimmen | %    | Mandate |
| ----------------- | --------------------------------------- | ------- | ---- | ------- |
|                   | Democrazia Cristiana                    | 27.319  | 27,0 | 14      |
|                   | Blocco del Popolo (PCI – PSI)           | 18.341  | 18,1 | 9       |
|                   | Partito Nazionale Monarchico            | 17.568  | 17,4 | 9       |
|                   | Movimento Sociale Italiano              | 13.841  | 13,7 | 7       |
|                   | Partito Liberale Italiano               | 13.180  | 13,0 | 6       |
|                   | Fronte Nazionale Monarchico             | 4.586   | 4,5  | 2       |
|                   | Partito Socialista Democratico Italiano | 4.364   | 4,3  | 2       |
|                   | Unabhängige                             | 1.966   | 1,9  | 1       |
| Gesamt            | Gesamt                                  | 101.165 | 100  | 50      |
|                   |                                         |         |      |         |
| Ungültige Stimmen | Ungültige Stimmen                       | 2.078   | 2,0  |         |
| Wähler            | Wähler                                  | 103.243 | 71,5 |         |
| Wahlberechtigte   | Wahlberechtigte                         | 144.420 |      |         |

### Palermo
| Listen            | Listen                                  | Stimmen | %     | Mandate |
| ----------------- | --------------------------------------- | ------- | ----- | ------- |
|                   | Democrazia Cristiana                    | 53.294  | 25,0  | 16      |
|                   | Blocco del Popolo (PCI – PSI)           | 47.895  | 22,5  | 14      |
|                   | Movimento Sociale Italiano              | 40.098  | 18,8  | 12      |
|                   | Partito Nazionale Monarchico            | 38.168  | 17,9  | 11      |
|                   | Partito Socialista Democratico Italiano | 9.588   | 4,5   | 2       |
|                   | Fronte Nazionale Monarchico             | 9.448   | 4,4   | 2       |
|                   | Partito Liberale Italiano               | 8.303   | 3,9   | 2       |
|                   | Unabhängige                             | 3.291   | 1,5   | 1       |
|                   | Partito Repubblicano Italiano           | 2.738   | 1,3   | –       |
|                   | Unabhängige                             | 182     | 0,1   | –       |
| Gesamt            | Gesamt                                  | 213.005 | 100   | 60      |
|                   |                                         |         |       |         |
| Ungültige Stimmen | Ungültige Stimmen                       | 73.302  | 25,6  |         |
| Wähler            | Wähler                                  | 286.307 | 131,6 |         |
| Wahlberechtigte   | Wahlberechtigte                         | 217.594 |       |         |

### Ragusa
| Listen            | Listen                                  | Stimmen | %    | Mandate |
| ----------------- | --------------------------------------- | ------- | ---- | ------- |
|                   | Democrazia Cristiana                    | 11.286  | 41,6 | 18      |
|                   | Blocco del Popolo (PCI – PSI)           | 7.969   | 29,4 | 13      |
|                   | Movimento Sociale Italiano              | 3.575   | 13,2 | 5       |
|                   | Coltivatori Diretti                     | 1.541   | 5,7  | 2       |
|                   | Partito Socialista Democratico Italiano | 837     | 3,1  | 1       |
|                   | Partito Liberale Italiano               | 826     | 3,0  | 1       |
|                   | Partito Nazionale Monarchico            | 606     | 2,2  | –       |
|                   | Partito Repubblicano Italiano           | 478     | 1,8  | –       |
| Gesamt            | Gesamt                                  | 27.118  | 100  | 40      |
|                   |                                         |         |      |         |
| Ungültige Stimmen | Ungültige Stimmen                       | 353     | 1,3  |         |
| Wähler            | Wähler                                  | 27.471  | 86,2 |         |
| Wahlberechtigte   | Wahlberechtigte                         | 31.885  |      |         |

### Syrakus
| Listen            | Listen                                  | Stimmen | %    | Mandate |
| ----------------- | --------------------------------------- | ------- | ---- | ------- |
|                   | Democrazia Cristiana                    | 10.982  | 33,8 | 14      |
|                   | Blocco del Popolo (PCI – PSI)           | 9.814   | 30,2 | 12      |
|                   | Movimento Sociale Italiano              | 6.898   | 21,2 | 9       |
|                   | Partito Nazionale Monarchico            | 2.340   | 7,2  | 3       |
|                   | Partito Socialista Democratico Italiano | 2.034   | 6,3  | 2       |
|                   | Fronte Nazionale Monarchico             | 458     | 1,4  | –       |
| Gesamt            | Gesamt                                  | 32.526  | 100  | 40      |
|                   |                                         |         |      |         |
| Ungültige Stimmen | Ungültige Stimmen                       | 479     | 1,5  |         |
| Wähler            | Wähler                                  | 33.005  | 81,7 |         |
| Wahlberechtigte   | Wahlberechtigte                         | 40.378  |      |         |

### Trapani
| Listen            | Listen                            | Stimmen | %    | Mandate |
| ----------------- | --------------------------------- | ------- | ---- | ------- |
|                   | Blocco del Popolo (PCI – PSI)     | 8.905   | 27,0 | 11      |
|                   | Movimento Sociale Italiano        | 7.429   | 22,5 | 9       |
|                   | Democrazia Cristiana              | 6.943   | 21,1 | 9       |
|                   | PSDI – PRI – PLI – UQ             | 5.500   | 16,7 | 7       |
|                   | Partito Nazionale Monarchico      | 2.650   | 8,0  | 3       |
|                   | Fronte Nazionale Monarchico       | 1.047   | 3,2  | 1       |
|                   | Movimento Lavoratori Indipendenti | 477     | 1,4  | –       |
| Gesamt            | Gesamt                            | 32.951  | 100  | 40      |
|                   |                                   |         |      |         |
| Ungültige Stimmen | Ungültige Stimmen                 | 591     | 1,8  |         |
| Wähler            | Wähler                            | 33.542  | 71,3 |         |
| Wahlberechtigte   | Wahlberechtigte                   | 47.032  |      |         |

### Cagliari
| Listen                       | Listen                              | Stimmen | %    | Mandate |
| ---------------------------- | ----------------------------------- | ------- | ---- | ------- |
|                              | Democrazia Cristiana                | 20.384  | 31,3 | 26      |
| Partito Liberale Italiano    | 3.997                               | 6,1     | 5    |         |
| Fronte dell’Uomo Qualunque   | 1.371                               | 2,1     | 2    |         |
| ↳ Gesamt                     | 25.752                              | 39,5    | 33   |         |
|                              | Movimento Sociale Italiano          | 11.104  | 17,0 | 5       |
| Partito Nazionale Monarchico | 8.752                               | 13,4    | 4    |         |
| ↳ Gesamt                     | 19.856                              | 30,5    | 9    |         |
|                              | Partito Comunista Italiano          | 12.559  | 19,3 | 5       |
| Partito Socialista Italiano  | 4.822                               | 7,4     | 2    |         |
| ↳ Gesamt                     | 17.381                              | 26,7    | 7    |         |
|                              | PSDI – PRI – Partito Sardo d’Azione | 2.183   | 3,3  | 1       |
| Gesamt                       | Gesamt                              | 65.172  | 100  | 50      |
|                              |                                     |         |      |         |
| Ungültige Stimmen            | Ungültige Stimmen                   | 1.999   | 3,0  |         |
| Wähler                       | Wähler                              | 67.171  | 85,1 |         |
| Wahlberechtigte              | Wahlberechtigte                     | 78.941  |      |         |

### Nuoro
| Listen                       | Listen                              | Stimmen | %    | Mandate |
| ---------------------------- | ----------------------------------- | ------- | ---- | ------- |
|                              | Democrazia Cristiana                | 2.895   | 36,2 | 26      |
|                              | Partito Comunista Italiano          | 1.686   | 21,1 | 5       |
| Partito Socialista Italiano  | 711                                 | 8,9     | 2    |         |
| ↳ Gesamt                     | 2.397                               | 29,9    | 7    |         |
|                              | Movimento Sociale Italiano          | 1.513   | 18,9 | 4       |
| Partito Nazionale Monarchico | 317                                 | 4,0     | 1    |         |
| ↳ Gesamt                     | 1.830                               | 22,9    | 5    |         |
|                              | PSDI – PRI – Partito Sardo d’Azione | 882     | 11,0 | 2       |
| Gesamt                       | Gesamt                              | 8.004   | 100  | 40      |
|                              |                                     |         |      |         |
| Ungültige Stimmen            | Ungültige Stimmen                   | 381     | 4,5  |         |
| Wähler                       | Wähler                              | 8.385   | 89,2 |         |
| Wahlberechtigte              | Wahlberechtigte                     | 9.405   |      |         |

### Sassari
| Listen            | Listen                             | Stimmen | %    | Mandate |
| ----------------- | ---------------------------------- | ------- | ---- | ------- |
|                   | Democrazia Cristiana               | 11.389  | 35,6 | 23      |
| PSDI – PRI        | 1.550                              | 4,8     | 3    |         |
| ↳ Gesamt          | 12.939                             | 40,4    | 26   |         |
|                   | Partito Nazionale Monarchico       | 8.533   | 26,7 | 6       |
|                   | PCI – PSI – Partito Sardo d’Azione | 6.166   | 19,3 | 5       |
|                   | Movimento Sociale Italiano         | 4.367   | 13,6 | 3       |
| Gesamt            | Gesamt                             | 32.005  | 100  | 40      |
|                   |                                    |         |      |         |
| Ungültige Stimmen | Ungültige Stimmen                  | 1.373   | 4,1  |         |
| Wähler            | Wähler                             | 33.378  | 84,5 |         |
| Wahlberechtigte   | Wahlberechtigte                    | 39.519  |      |         |

## 2. Semester – Wahlergebnisse der Provinzhauptstädte

### Bozen
| Listen | Listen                                          | Stimmen | %    | Mandate |
| ------ | ----------------------------------------------- | ------- | ---- | ------- |
|        | Democrazia Cristiana                            | 9.085   | 24,7 | 10      |
|        | Südtiroler Volkspartei                          | 8.776   | 23,9 | 9       |
|        | Partito Socialista Italiano                     | 5.098   | 13,9 | 5       |
|        | Movimento Sociale Italiano                      | 4.159   | 11,3 | 5       |
|        | Partito Socialista Democratico Italiano         | 3.414   | 9,3  | 4       |
|        | Partito Comunista Italiano                      | 2.778   | 7,6  | 3       |
|        | Concentrazione Italiana Democratica (PRI – PLI) | 1.566   | 4,3  | 2       |
|        | Partito Nazionale Monarchico                    | 1.372   | 3,7  | 2       |
|        | Partito Radicale Socialista                     | 428     | 1,2  | –       |
|        | Indipendenti Tedeschi                           | 55      | 0,1  | –       |
| Gesamt | Gesamt                                          | 36.731  | 100  | 40      |

### Gorizia
| Listen                                  | Listen                     | Stimmen | %    | Mandate |
| --------------------------------------- | -------------------------- | ------- | ---- | ------- |
|                                         | Democrazia Cristiana       | 9.527   | 42,0 | 26      |
| Partito Socialista Democratico Italiano | 1.919                      | 8,5     | 2    |         |
| PRI – PLI                               | 1.289                      | 5,7     | 1    |         |
| ↳ Gesamt                                | 12.735                     | 56,1    | 29   |         |
|                                         | Movimento Sociale Italiano | 3.560   | 15,7 | 4       |
| Partito Nazionale Monarchico            | 1.007                      | 4,4     | 1    |         |
| ↳ Gesamt                                | 4.567                      | 20,1    | 5    |         |
|                                         | Unione Democratica Slovena | 1.542   | 6,8  | 2       |
|                                         | Fronte Democratico Sloveno | 1.523   | 6,7  | 2       |
|                                         | PCI – PSI                  | 1.494   | 6,6  | 1       |
|                                         | Profughi                   | 847     | 3,7  | 1       |
| Gesamt                                  | Gesamt                     | 22.708  | 100  | 40      |

## Bibliografie
- Ministero dell’interno, Direzione centrale per i servizi elettorali, Banca dati